# Palatul Cultural din Arad

Palatul Cultural este un edificiu situat în municipiul Arad, ridicat între anii 1911-1913, după planurile arhitectului arădean Lajos Szantay. 
Prezintă o îmbinare de stiluri: neoclasic (fațada), corintic (coloanele care sprijină frontonul fațadei), stilul Renașterii italiene (aripile laterale), cel de inspirație gotică (elemente ale castelului huniazilor, prezente în partea dinspre parc a clădirii). În superba sală de concerte au fost prezente, de-a lungul timpului, mari personalități: Richard Strauss, Bela Bartok, George Enescu, Traian Grozăvescu ș.a.

## Descriere

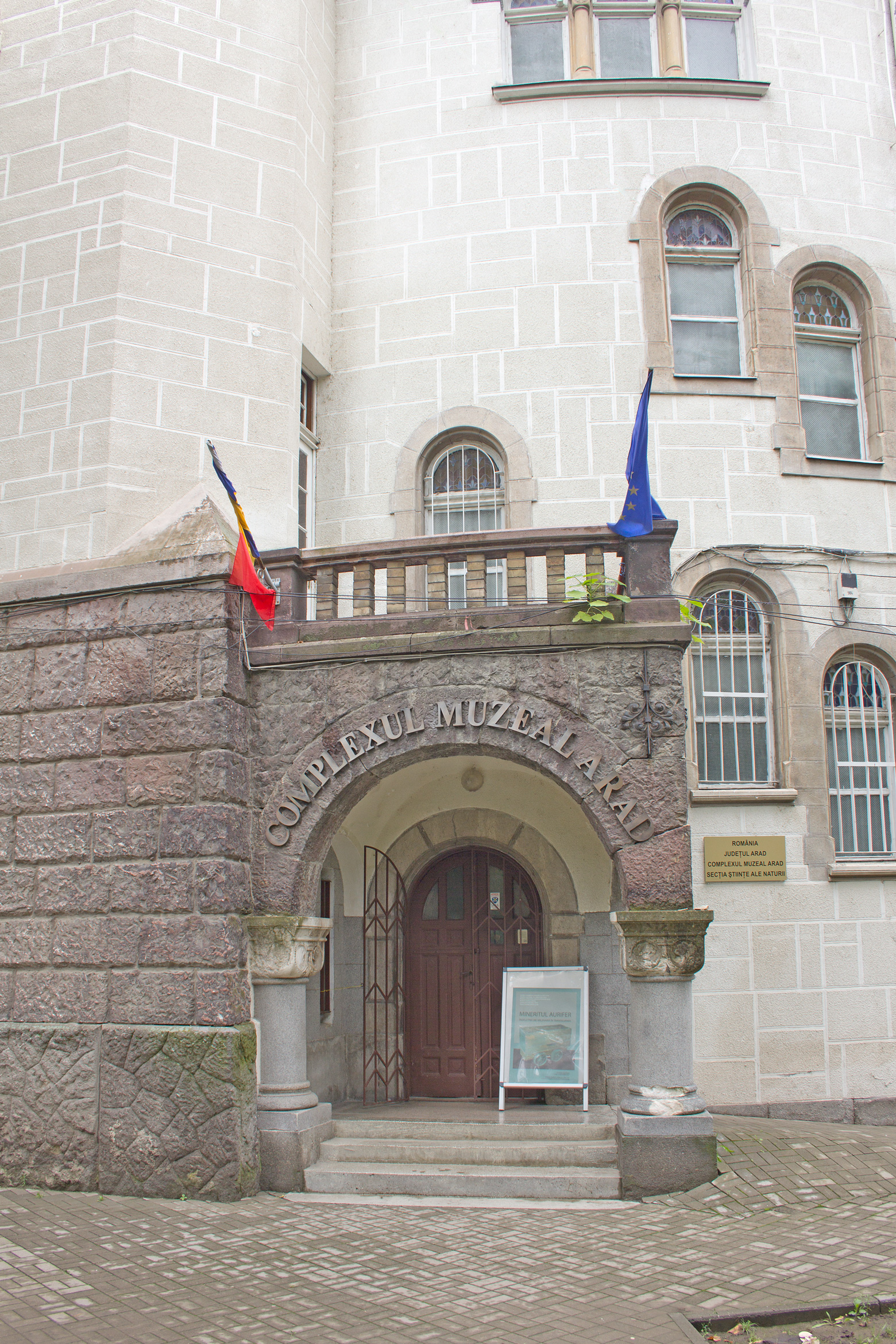
Intrarea în Complexul Muzeal Arad, Secția de Științele Naturii

Edificiul etalează o multitudine de stiluri, conform epocii în care a fost ridicat. Fațada principală e inspirată din modelele templelor grecești. Se remarcă scările monumentale, coloanele cu capiteluri și frontonul triunghiular decorat cu un basorelief dedicat muzelor (lucrat de sculptorul Geza Rubleczky). Deasupra clădirii se înalță un turn masiv cu o bază pătrată. 
În dreapta și în stânga fațadei principale se formează două aripi prevăzute cu scări decorative care duc la intrările laterale; fiecare aripă are câte un turn mic, cu bază poligonală. Cele două aripi laterale sunt dominate de elemente ale Renașterii, vizibile mai ales în forma și decorația ferestrelor de la parter.
În cea de-a patra latură a clădirii, care se află spre parc, elementele cele mai pregnante sunt inspirate din castelul Huniazilor.
În interior sunt demne de menționat vitraliile florale ale sălii de spectacol și din holul de onoare, decorația metopelor, feroneria vegetală și geometrică, candelabrele și aplicele.
Actualmente, clădirea Palatului Cultural adăpostește sediile Muzeului Județean și ale Filarmonicii de Stat.